# 성난 해병 결사대
"성난 해병 결사대"는 1971년 공개된 대한민국의 영화이다.

## 배역
- 오지명
- 윤정희